# Simon Troger
Simon Troger (* 13. Oktober 1693 in Abfaltersbach; † 25. September 1768 in München-Haidhausen) war ein Elfenbeinschnitzer sowie Haus- und Hofbildhauer der bayerischen Kurfürsten.

## Jugend und Ausbildung
Simon Troger wurde am 13. Oktober 1693 als viertes von elf Kindern des Vitus und der Maria geb. Aßmayr in Abfaltersbach zur Welt geboren. Noch am selben Tag wurde Simon in der Filialkirche zu St. Andrä in Abfaltern getauft. Als Taufpate scheint Studiosus Troger auf, vermutlich ein Bruder seines Vaters Vitus Troger. Aufgewachsen in einer großen Familie in Abfaltersbach, hatte Simon seine Laufbahn auf durchaus bäuerliche Art begonnen: bis 1721 lebte er zu Hause und war vorwiegend als Hirte beschäftigt.
Simon Troger erlernte die Bildhauerei und war ab dem Jahr 1721 in Meran bei Meister Schmiedecker als Gehilfe tätig, bevor er um 1723–1725 in Innsbruck bei dem Bildschnitzer Nikolaus Moll arbeitete.

## Münchner Schaffenszeit

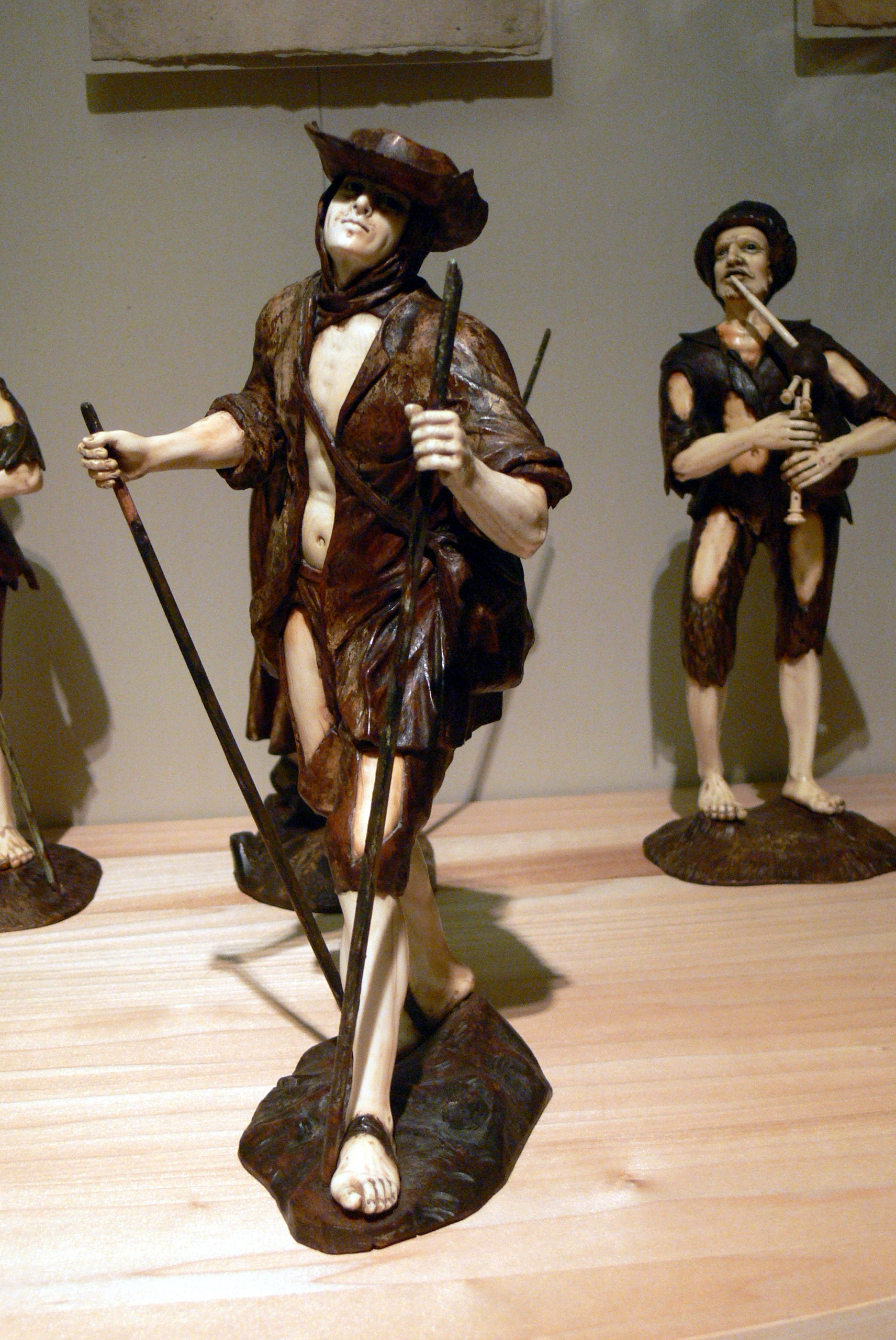
Statuetten (1750) von Bettlern im Deutschen Historischen Museum (Berlin)

Ab 1730 scheint der Name Simon Troger bereits in München auf, und zwar in Verbindung mit Andreas Faistenberger, der gleichfalls aus Tirol stammte und in dessen Werkstatt Simon zwei Jahre lang beschäftigt war. Schließlich gründete er im Jahre 1733 in Haidhausen bei München sein eigenes Atelier.
Weitere Einblicke in die Lebensumstände des Künstlers bieten die im November 1758 von dem kurbayerischen Geheimrat Josef E. Freiherr von Obermair (1724–1789) auf zwei Papierbogen gemachten Aufzeichnungen, die in dessen Nachlass gefunden wurden. Sie vermitteln den Eindruck, es handle sich dabei um Notizen, die der Freiherr von einem persönlichen Gespräch mit Simon Troger gemacht hatte.
Durch diese Aufzeichnungen klärte sich die Südtiroler Abstammung des Bildhauers, und es heißt darin ferner, dass Simon mit 32 Jahren heiratete und er sowie seine Frau „nit von den frömmsten waren“. Alle von Simon Troger selbst stammenden Kombinationsfiguren bestehen zum Großteil aus Elfenbein und wurden der dekorativen Wirkung wegen mit Holz kombiniert, nicht wie sonst üblich um Elfenbein zu sparen. Zusätzlich wurden weitere Materialien für besondere Effekte eingesetzt, insbesondere regelmäßig Glas für die eingesetzten Augen.
Da es nur wenig Informationen über die damaligen Preise von Bildhauerwerken gibt, kommt den im Katalog des Bayerischen Nationalmuseums enthaltenen Wertangaben besondere Bedeutung zu.
Der Überlieferung nach verfügte der Münchner Kurfürstenhof über genügend Elfenbein, da Maximilian III. Joseph das edle Material für Drechselarbeiten verwendete. Man kann davon ausgehen, dass die großfigurigen Arbeiten Simon Trogers in der Regel vom Kurfürsten als Repräsentationsobjekte in Auftrag gegeben wurden und bisweilen auch als Präsente dienten. Im Schloss Schleißheim waren bis 1812 in der großen Galerie auf eigens angefertigten Tischen Figurengruppen Trogers als Schaustücke ausgestellt. 
Trogers Werke waren nie zahlreich. Die größten seiner Skulpturengruppen erreichen zudem die – für Elfenbeinarbeiten ungewöhnliche – Höhe von über einem Meter. Es handelte sich um fürstliche Prunkgeschenke. Bekannt wurden besonders ein Opfer Abrahams, in dem mehrere Elfenbeinfigürchen durch hölzerne Gewandteile verbunden sind, sowie eine Gruppe Kain und Abel, die sich jetzt in Wien befindet. Spätere Fälschungen sind zahlreich. Doch sind diese meist aus Holz mit Einfügung kleiner Beinplättchen für die Hautpartien hergestellt. Die größte Sammlung von Werken des Simon Troger befindet sich im Bayerischen Nationalmuseum in München.
In den letzten Jahren erblindet, starb Simon Troger am 25. September 1768 im Alter von knapp 75 Jahren in Haidhausen.

## Werke
Biblische Sujets
- Kain erschlägt Abel, Bayerisches Nationalmuseum, München[2]
- Kain erschlägt Abel, Bozzetto in Lindenholz für eine Elfenbein-Holz-Gruppe, Kunsthistorisches Museum Wien[3]
- Die Opferung Isaaks, Museo di Santa Giulia, Brescia
- Die Opferung Isaaks, 1741 datiert, Museo Civico, Turin[4]
- Das Salomonische Urteil, über 122 cm hoch, signiert und 1741 datiert, Museo Civico, Turin[4][5]

Christliche Heilige
- Sigmaringer Madonna, 35 cm hoch, signiert, Privatbesitz, 2009 in Paris versteigert[6]
- Maria Immaculata (von Simon Troger und Werkstatt), Liebieghaus, Frankfurt am Main (aus Sammlung Reiner Winkler)[7]
- Hl. Franz von Assisi

Antike Mythologie
- Triumph des Silenus, 85 cm hoch, Bayerisches Nationalmuseum, München[8]
- Bacchus auf dem Wagen, Eremitage, Sankt Petersburg
- Juno, um 1740, Tiroler Landesmuseum Ferdinandeum, Innsbruck[9]
- Raub der Proserpina, um 1740, Bayerisches Nationalmuseum, München[10][11]
- Raub der Proserpina, Eremitage, Sankt Petersburg
- Herkules und der Nemeische Löwe, Bayerisches Nationalmuseum, München[2]

Genrefiguren
- Alter Bettler mit einem Knaben auf den Schultern, 53 cm hoch, Art Institute of Chicago, Chicago[12]
- Mehrere Bettler, Deutsches Historisches Museum, Berlin
- Sitzende Bettlerin mit Kind, um 1750, Germanisches Nationalmuseum, Nürnberg[13]
- Eine alte Frau schlägt einen Knaben, um 1740–1750, Bayerisches Nationalmuseum, München[14]

## Bildergalerie

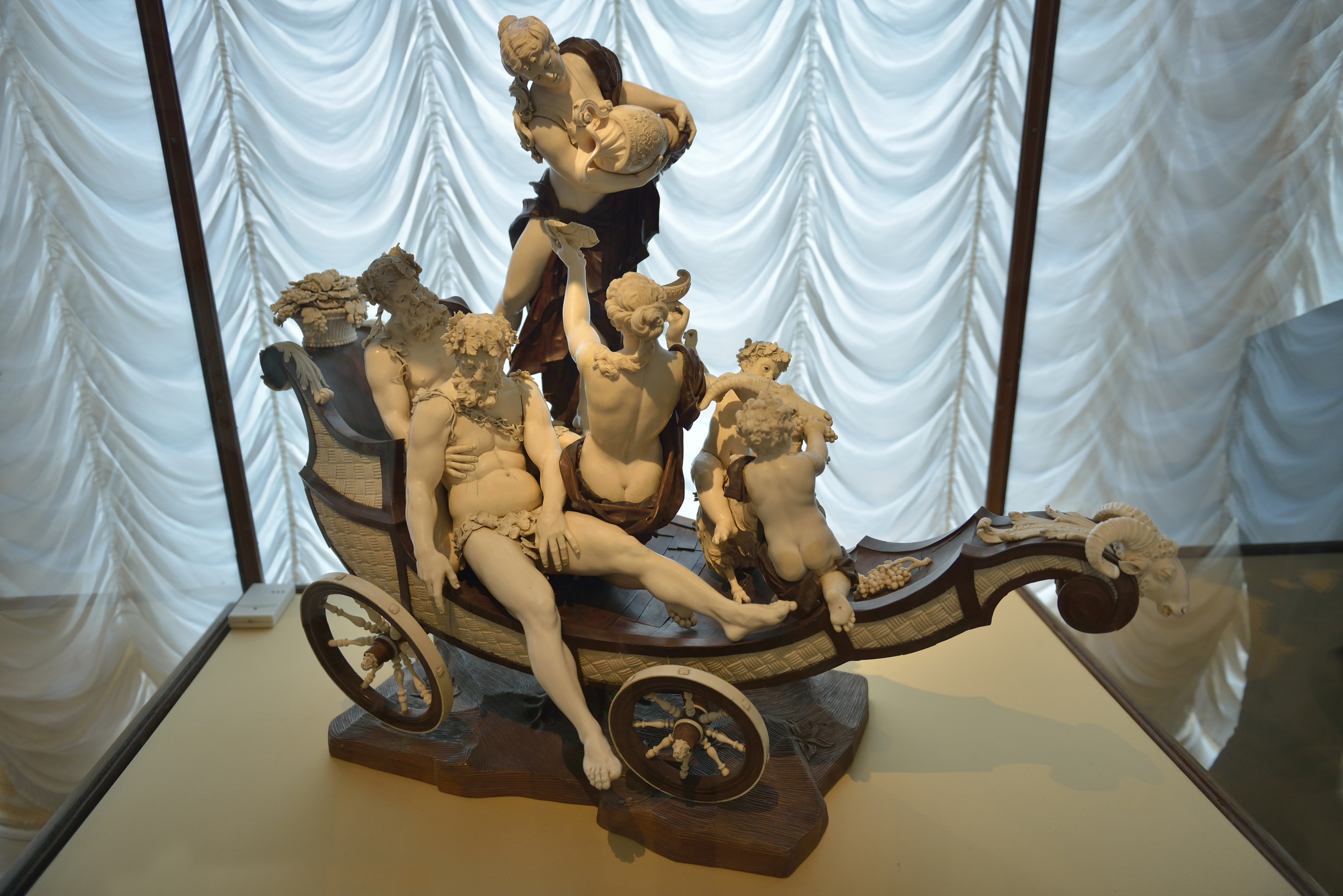
Bacchus auf den Wagen im Museum Eremitage (Sankt Petersburg)
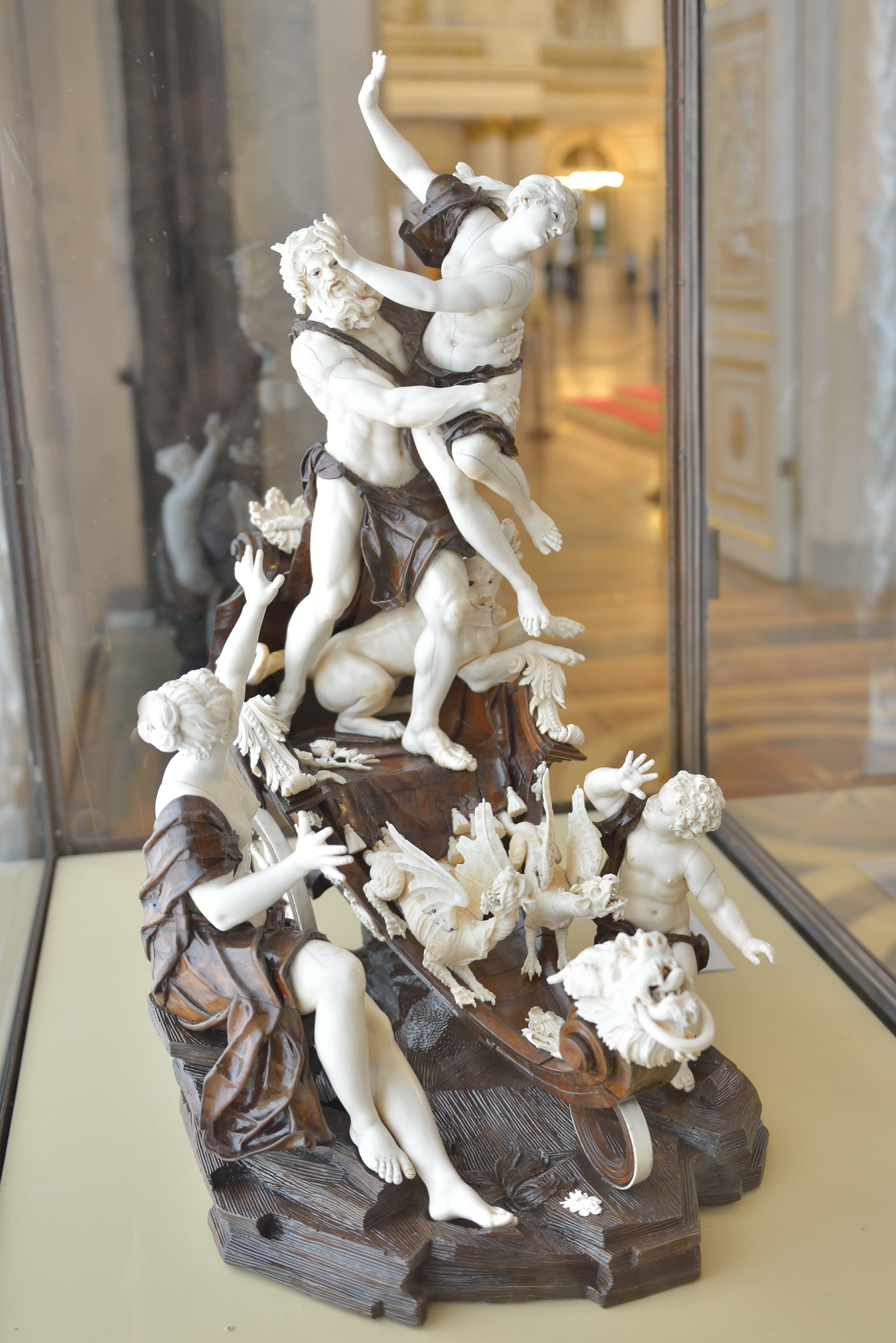
Raub der Proserpina  im Museum  Eremitage (Sankt Petersburg)
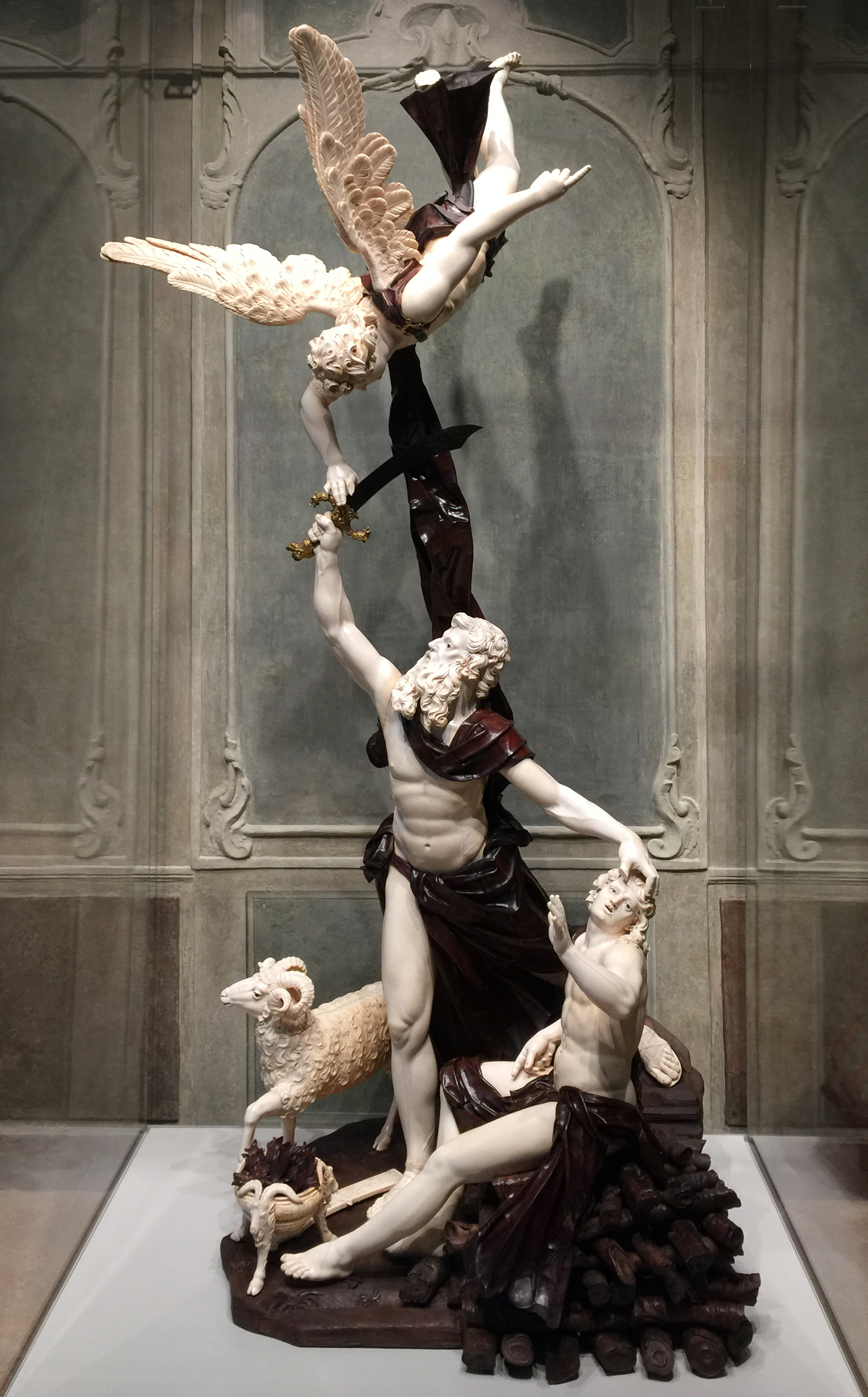
Opferung Isaaks in der Pinacoteca Tosio Martinengo in Brescia